# 科氏大眼鯧
科氏大眼鯧（學名：Monodactylus kottelati），又稱科氏銀鱗鯧，為輻鰭魚綱鱸形目銀鱗鯧科大眼鯧屬的其中一種，分布於印度洋斯里蘭卡海域、半鹹水域，本魚體粗短呈橢圓形且側扁，口略尖，背鰭及臀鰭呈鐮刀狀，尾鰭截形，背鰭硬棘8、背鰭軟條28-30枚、臀鰭硬棘3枚、臀鰭軟條28-30枚，體長可達7.8公分，主要棲息在沿海，生活習性不明。
种名以瑞士鱼类学家Maurice Kottelat的名字命名。 